# Regering-Fejérváry

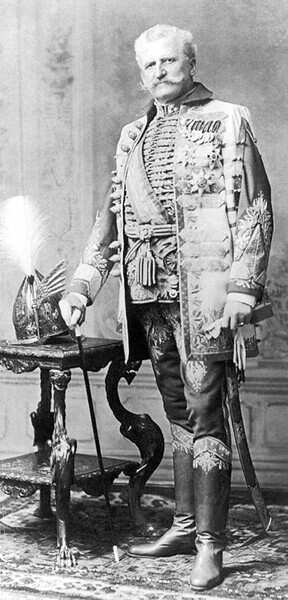
Géza Fejérváry als premier in 1906

De regering-Fejérváry was de Hongaarse regering die Hongarije bestuurde van juni 1905 tot april 1906, onder leiding van Géza Fejérváry. De Hongaarse koning Frans Jozef had deze regering aangesteld na de verkiezingen van 1905, die resulteerden in een groot verlies voor de Liberale Partij. De Liberale Partij bleef echter een belangrijke rol spelen in de nieuwe regering, waardoor een ernstig politiek conflict ontstond, de Hongaarse crisis van 1905-1906.

## Geschiedenis
Na schandalen binnen de regering-István Tisza I (onder andere corruptie, stemfraude en de zogenaamde Zakdoekstemming) verloor de Liberale Partij de verkiezingen van 1905. Hierdoor beschikte de partij voor het eerst sinds jaren niet meer over een meerderheid in het Huis van Afgevaardigden. Ondanks de resultaten van de verkiezingen in januari hield koning Frans Jozef  de regering-Tisza op post. Pas in juni stelde hij Géza Fejérváry, kapitein in de koninklijk-Hongaarse lijfwacht, aan als nieuwe premier, ook al had deze regering geen meerderheid in het Huis van Afgevaardigden. 
Dit leidde tot algemene verontwaardiging bij de bevolking en de oppositie riep op tot een "nationaal verzet". De regering bleef machteloos en werd in april 1906 afgelost door de regering-Wekerle II, waar de Liberale Partij geen deel meer van uitmaakte, maar wel de voormalige oppositiepartijen zoals de Onafhankelijkheidspartij, de Katholieke Volkspartij en de Nationale Grondwetpartij.

## Samenstelling
| Functie en bevoegdheden                                     | Naam              | Termijn                        |  | Partij                 |
| ----------------------------------------------------------- | ----------------- | ------------------------------ |  | ---------------------- |
| Premier                                                     | Géza Fejérváry    | 18 juni 1905 – 8 april 1906    |  | onafhankelijk/militair |
| Minister van Binnenlandse Zaken                             | József Kristóffy  | 18 juni 1905 – 8 april 1906    |  | Liberale Partij        |
| Minister van Financiën                                      | Géza Fejérváry    | 18 juni 1905 – 6 maart 1906    |  | onafhankelijk          |
| Minister van Financiën                                      | Ferenc Hegedűs    | 6 maart 1906 – 8 april 1906    |  | onafhankelijk          |
| Minister van Justitie                                       | Bertalan Lányi    | 18 juni 1905 – 2 april 1906    |  | Liberale Partij        |
| Minister van Justitie                                       | Gusztáv Gegus     | 2 april 1906 – 8 april 1906    |  | onafhankelijk          |
| Minister van Defensie                                       | Ferenc Bihar      | 18 juni 1905 – 8 april 1906    |  | onafhankelijk          |
| Minister van Godsdienst en Onderwijs                        | György Lukács     | 18 juni 1905 – 6 maart 1906    |  | onafhankelijk          |
| Minister van Godsdienst en Onderwijs                        | Gyula Tost        | 6 maart 1906 – 8 april 1906    |  | Liberale Partij        |
| Minister van Landbouw                                       | Endre György      | 18 juni 1905 – 18 oktober 1905 |  | Liberale Partij (?)    |
| Minister van Landbouw                                       | Artúr Feilitzsch  | 18 oktober 1905 – 8 april 1906 |  | Liberale Partij (?)    |
| Minister van Handel                                         | László Vörös      | 18 juni 1905 – 8 april 1906    |  | Liberale Partij        |
| Minister van Kroatisch-Slavoons-Dalmatische Aangelegenheden | Stjepan Kovačević | 18 juni 1905 – 8 april 1906    |  | ?                      |